# سینت جانز، نیوفاندلند و لابرادور
سِینت‌جانز (به انگلیسی: St. John's) - یا آن طور که در فرانسوی تلفظ می‌شود سنت جونز - پایتخت و بزرگ‌ترین شهر استان نیوفاندلند و لابرادور کانادا است. سینت جانز یکی از قدیمی‌ترین و شرقی‌ترین شهرهای آمریکای شمالی است که بر زندگی اقتصادی و فرهنگی استان نیوفاندلند و لابرادور تسلط دارد. این بندر مهم مرکز تجاری و صنعتی جزیره نیوفاندلند و قطب ماهیگیری آن است. سینت جانز شرقی‌ترین مقصد خط راه‌آهن کانادا و بسیاری خطوط هوایی داخلی این کشور است.
نام این منطقه به باور مربوط شده‌است که جان کابوت در روز تولد یوحنا بپتیست در سال ۱۴۹۷ وارد این بندر شده است، با این حال احتمالاً این یک افسانه است که با استقرار بریتانیایی‌ها همراه شد. یک احتمال واقع‌گرایانه‌تر این است که یک دهکده ماهیگیری با همین نام در طول اکثر قرن ۱۶ بدون استقرار دائمی وجود داشته باشد.
این شهر یک تاریخ غنی دارد و نقش مهمی در جنگ هفت ساله، جنگ استقلال آمریکا و جنگ ۱۸۱۲ ایفا کرده است. نخستین سیگنال بی‌سیم فرستاده شده از سوی نخستین سیگنال بی‌سیم فرستنده اطلس‌اقیانوسی، گوگلیلمو مارکونی، در سنت جانز دریافت شد. تاریخ و فرهنگ این شهر آن را به یک مقصد گردشگری مهم تبدیل کرده است. در شعرهای دونچاد روآ مک کانمارا (۱۷۱۵–۱۸۱۰) و در میان افرادی که به زبان ایرلندی در نیوفاندلند صحبت می‌کردند، سنت جانز به نام "بایل شیان" (Johnstown) اطلاق می‌شد.

## تاریخ

### تاریخ اولیه (۱۵۰۰-۱۷۹۹)
در دهه‌ی اوایل ۱۵۰۰، سنت جانز توسط ماهیگیران به عنوان محل ارتباطی در طول فصول سالیانه استفاده می‌شد. سباستیان کابوت در یک متن لاتین دستنویس خود در نقشهٔ اصلی سال ۱۵۴۵ اعلام کرد که سنت جانز نام خود را زمانی گرفت که او و پدرش، جان کابوت، کاشف ونتیايی در خدمت انگلستان، به عنوان اولین اروپایی‌ها صبح روز ۲۴ ژوئن ۱۴۹۴ وارد این بندر شدند (بر اساس تاریخنگاران بریتانیایی و فرانسوی، در سال ۱۴۹۷). این روز به عنوان روز جشن یوحنا بپتیست (روز جشن قدیس یوحنا بپتیست) شناخته می‌شود. با این حال، محل رسیدن کابوت مورد اختلاف است. در اوایل قرن ۱۶، یک سری از سفرهای اقیانوسی به سنت جانز توسط پرتغالی‌ها از آزور انجام شد و تا سال ۱۵۴۰، هر ساله کشتی‌های فرانسوی، اسپانیایی و پرتغالی اقیانوس اطلس را عبور می‌کردند تا در آب‌های ناحیه آوالون ماهیگیری کنند.
در تاریخ ۵ اوت ۱۵۸۳، یک دریاگرد انگلیسی به نام سر هامفری گیلبرت، این منطقه را به عنوان اولین مستعمره خارجی انگلستان تحت منشور سلطنتی الیزابت اول اعلام کرد. با این حال، جمعیت ثابتی وجود نداشت و گیلبرت در مسیر بازگشت خود در دریا گم شد، که این موضوع منجر به پایان هر گونه نقشه برای استقرار شد.
تا سال ۱۶۲۰، ماهیگران ناحیه غرب کشور انگلستان اکثر ساحل شرقی نیوفاندلند را کنترل می‌کردند. در سال ۱۶۲۷، ویلیام پین، سنت جانز را "مهمترین و اصلی‌ترین نقطه در بین نقاط تحت کنترل انگستان نامید" نامید.
پس از سال ۱۶۳۰، شهر سنت جانز به عنوان یک جامعه دائمی تأسیس شد. قبل از این تاریخ، ماهیگران انگلیسی به دستور دولت انگلیس، به اراده صنعت ماهیگری منطقه غرب کشور، از تأسیس مستقره‌های دائمی در امتداد ساحل کنترل‌شده توسط انگلیسیان منع می‌شدند.
جمعیت در قرن هفدهم به آرامی افزایش یافت. وقتی که افسران دریایی انگلیسی حدود سال ۱۶۷۵ شروع به سرشماری کردند، سنت جانز بزرگترین محل استقرار نیوفاندلند بود. جمعیت در تابستان‌ها با ورود ماهیگران مهاجر افزایش می‌یافت. در سال ۱۶۸۰، کشتی‌های ماهیگیری (عمدتاً از جنوب دوون) اتاق‌های ماهیگیری در سنت جانز راه‌انداختند و صدها مرد ایرلندی را به بندر آوردند تا در کشتی‌های ماهیگیری ساحلی فعالیت کنند.

### تاریخ مدرن (۱۸۰۰ تا کنون)
در تاریخ ۲۴ آوریل ۱۸۰۰، "قیام متحد ایرلندی" رخ داد که زمانی که ۱۹ سرباز ایرلندی که قسمتی از پادگان بریتانیایی در نیوفاندلند بودند، شورش کردند. شورشیان که مشکوک به عضویت در جمعیت متحد ایرلندی‌ها بودند، پس از شکست شورش به دیگر مناطق کشور فرار کردند و در عرض چند هفته دستگیر و دادگاه‌های نظامی شدند. از ۱۷ شورشی دستگیر شده، ۸ نفر اعدام شدند، ۴ نفر آزاد شدند و ۵ نفر به حبس ابد محکوم شدند.
قرن هجدهم تحولات مهمی را در نیوفاندلند شاهد بود: رشد جمعیت، شروع دولت، تأسیس کلیساها، تقویت ارتباطات تجاری با امریکای شمالی و توسعه صید ماهی، صید ماهی سالمون و صید ماهی در فلات بزرگ نیوفاندلند. جمعیت سنت جانز به آرامی افزایش یافت. اگرچه در اصل یک ایستگاه ماهیگیری بود، اما همچنین یک پادگان، مرکز دولت و مرکز تجارت بود. سنت جانز در جنگ استقلال آمریکا و جنگ ۱۸۱۲ به عنوان پایگاه نیروی دریایی خدمت کرد.
در تاریخ ۱۲ دسامبر ۱۹۰۱، گوگلیلمو مارکونی اولین سیگنال بی‌سیم اطلس اقیانوس را در سنت جانز از ایستگاه بی‌سیم خود در پولدهو، کورنوال، دریافت کرد. سنت جانز نقطه شروع پرواز اولین پرواز بی‌وقفه از سمت اقیانوس اطلس توسط آلکاک و براون در ژوئن ۱۹۱۹ بود؛ این پرواز از فیلد لستر در سنت جانز شروع شده و در یک تالاب نزدیک کلیفدن، کانمارا، ایرلند به پایان رسید. در ژوئیه ۲۰۰۵، استیو فوسیت، خلبان و ماجراجوی آمریکایی، با استفاده از یک ویکرز ویمی تازه‌ساخته، این پرواز را تکرار کرد، و فرودگاه بین‌المللی سنت جانز به عنوان جایگزینی برای فیلد لستر (که اکنون قسمتی از شهر است) خدمت کرد.
در دهه ۱۹۹۰، شهر سنت جانز و کل استان به طور جدی تحت تأثیر فروپاشی صید ماهی نروژی قرار گرفت که طی صد سال محرک اصلی اقتصاد استان بوده. پس از دهه‌های بالا رفتن نرخ بیکاری و کاهش جمعیت، نزدیکی شهر به میادین نفتی هایبرنیا، ترا نوا و وایت رز، منجر به رشد اقتصادی و توسعه تجاری شد. به همین دلیل، حالا منطقه سنت جانز تقریباً نصف تولید اقتصادی استان را تشکیل می‌دهد.
تا سال ۲۰۱۲، شهر سنت جانز شامل ۲۱ مکان تاریخی ملی کانادا بوده.

#### آتش سوزی ها
شهر سنت جانز در سال‌های ۱۸۱۶، ۱۸۱۷، ۱۸۱۹، ۱۸۴۶ و ۱۸۹۲ به دلیل حریق‌های از کار افتاد، هر بار که یک قسمت بزرگ از شهر تخریب می‌شد. مشهورترین حادثه این دوره، آتش‌سوزی بزرگ سال ۱۸۹۲ بود.
در ۱۲ فوریه ۱۸۱۶:

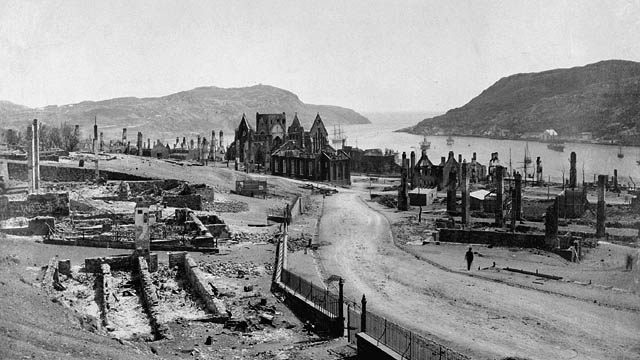
سینت جانز بعد از حادثه بزرگ حریق سال ۱۸۹۲. این حریق بخش قابل‌توجهی از شهر را نابود کرد.

...در حدود ساعت هشت شب، حریق در یکی از خانه‌ها در منطقه‌ای از شهر سینت جان در نیوفاندلند به نام "ساحل پادشاه" به وقوع پیوست و به سرعت به خانه‌های مجاور منتقل شد. این حریق با چنین شدتی گسترش یافت که صد و بیست خانه، محل اقامت حدود هزار مرد، زن و کودک را در پیش گرفت و قبل از متوقف شدن آتش‌سوزی، منهدم شد. 

## جغرافیا
سینت جانز در امتداد ساحل اقیانوس اطلس، در شمال شرق شبه‌جزیره آوالون در جنوب شرق نیوفاندلند واقع شده است. این شهر شمال شرقی‌ترین شهر آمریکای شمالی است، به استثنای گرینلند؛ از لندن، انگلستان، نزدیک‌تر از ادمونتون، آلبرتا، در فاصله 475 کیلومتر (295 مایل) قرار دارد. همچنین به تمام ایرلند نزدیک‌تر از مایمی، که نیز در ساحل شرقی امریکای شمالی قرار دارد. این شهر بزرگترین شهر استان نیوفاندلند و دومین بزرگترین شهر در استان‌های آتلانتیک پس از هلیفکس، نوا اسکوشیا است. منطقه مرکزی شهر به غرب و شمال از بندر سینت جانز قرار دارد و بقیه شهر به سمت شمال، جنوب، شرق و غرب گسترش می‌یابد. این شهر مساحت کلی 446.04 کیلومتر مربع (172.22 مایل مربع) را پوشش می‌دهد (بزرگتر از مونترال)، اما اکثر ناحیه آن هنوز هم توسط جنگل‌های توسعه‌نیافته فراگرفته شده است.
درختان سوزنی از قبیل کاج سیاه، کاج سفید و سرو بلسام حاکم بر گیاهان بومی منطقه هستند. بزرگترین درخت تشخیص‌دهنده (برگ‌ریز) بلوط سفید است؛ درختان با ارتفاع کمتر شامل الدر، گیلاس و خرمای کوه نیز وجود دارند. از میان گونه‌های درختی که وارد شده‌اند، افراز میپل بیشترین تعداد را دارد و میپل نروژی نیز رایج است. از دیگر گونه‌های غیربومی درختان می‌توان به کاج بلو، ارکیده معمولی، بیچ اروپایی و تیله کوچک‌برگ اشاره کرد.